# Лааж (Франция)
Лаа́ж (фр. Lahage, окс. La Haja) — коммуна во Франции, находится в регионе Юг — Пиренеи. Департамент — Верхняя Гаронна. Входит в состав кантона Рьём. Округ коммуны — Мюре.
Код INSEE коммуны — 31266.

## География

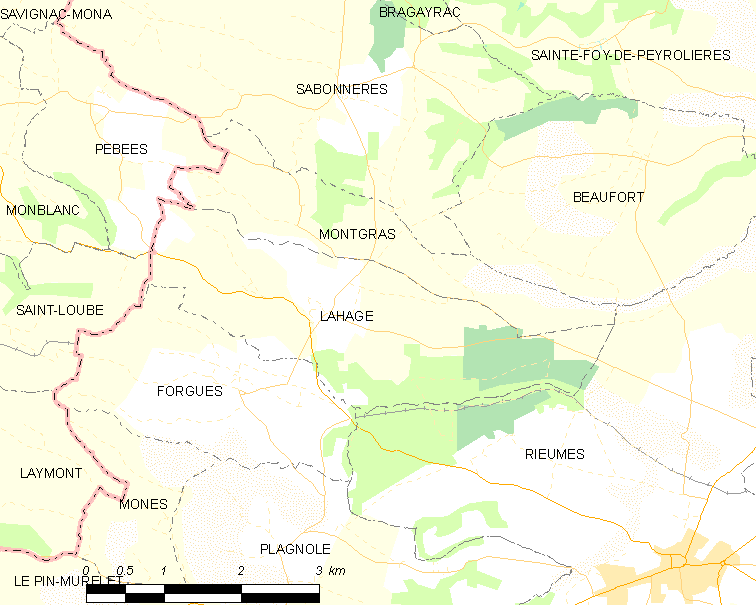
Карта коммуны

Коммуна расположена приблизительно в 610 км к югу от Парижа, в 36 км к юго-западу от Тулузы.
По территории коммуны протекают небольшие реки Булуз и Редау (фр. Rédaou).

## Климат
Климат умеренно-океанический. Зима мягкая и снежная, весна характеризуется сильными дождями и грозами, лето сухое и жаркое, осень солнечная. Преобладают сильные юго-восточные и северо-западные ветры.

## Население
Население коммуны на 2010 год составляло 228 человек.
| 1962 | 1968 | 1975 | 1982 | 1990 | 1999 | 2010 |
| ---- | ---- | ---- | ---- | ---- | ---- | ---- |
| 170  | 170  | 94   | 171  | 258  | 262  | 228  |

## Экономика
В 2010 году среди 175 человек трудоспособного возраста (15—64 лет) 80 были экономически активными, 95 — неактивными (показатель активности — 45,7 %, в 1999 году было 55,3 %). Из 80 активных жителей работали 72 человека (43 мужчины и 29 женщин), безработных было 8 (3 мужчин и 5 женщин). Среди 95 неактивных 14 человек были учениками или студентами, 18 — пенсионерами, 63 были неактивными по другим причинам.